# Hofkronmarschall

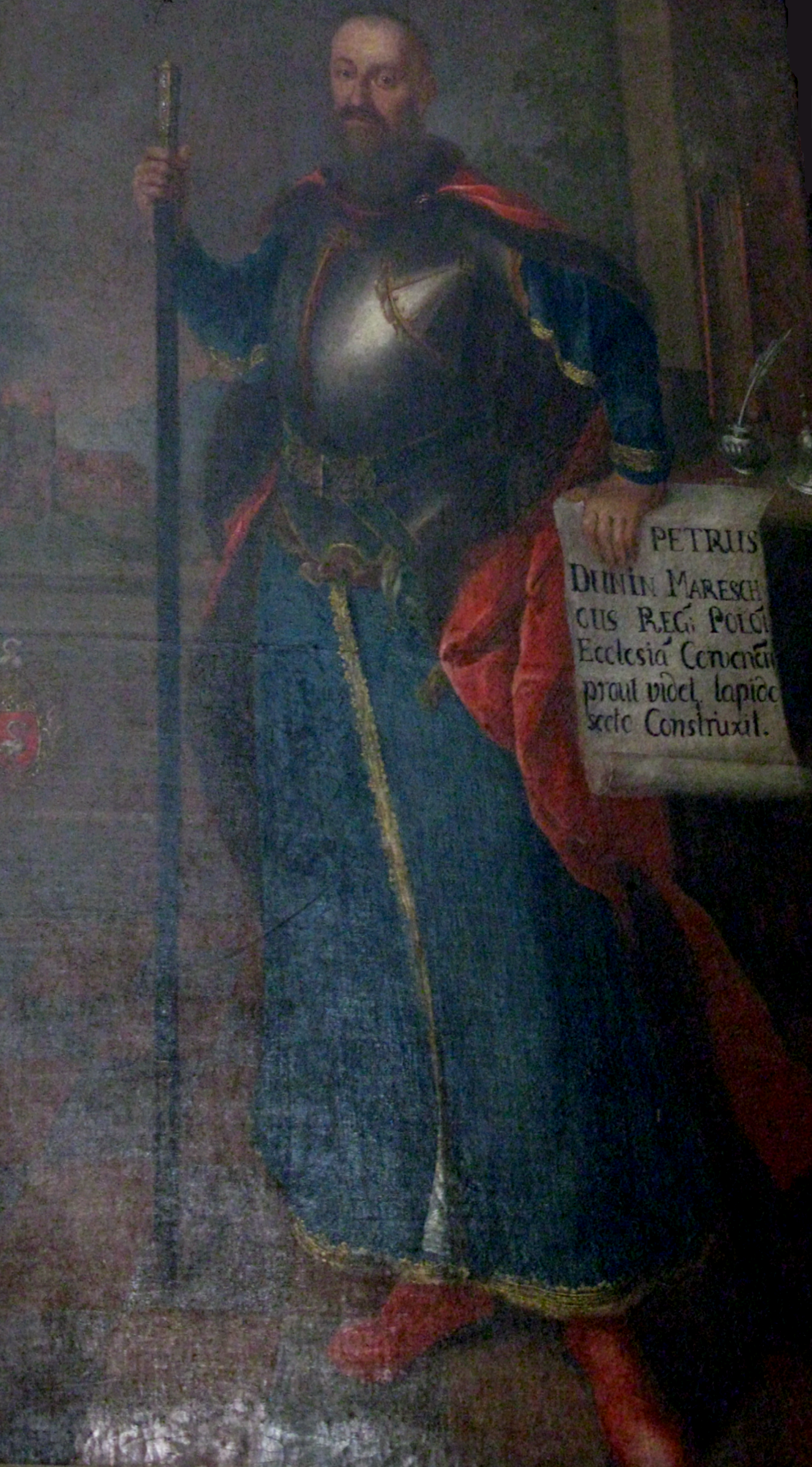
Piotr Dunin war Hofkronmarschall im 15. Jahrhundert

Hofkronmarschall (poln. Marszałek nadworny koronny, lat. mareschalus curiae) war ein Hofamt im Königreich Polen und in der Adelsrepublik Polen-Litauen. 

## Geschichte
Das Amt wurde 1409 eingeführt, als die Kompetenzen des Großkronmarschall derart erweitert wurden, dass er die Aufgaben nicht mehr alleine stammen konnte und ihm daher ein Stellvertreter zur Seite gegen wurde. Nach der Union von Lublin gab es zwei Hofmarschallalämter, den Hofkronmarschal für die Polnische Krone und den Hofmarschall von Litauen. Das Amt des Hofkronmarschalls bis 1795, das Amt seines litauischen Gegenspielers entstand Anfang des 16. Jahrhunderts. Beide saßen im Senat und im Generalfemegericht qua Amt.
Der Hofkronmarschall war neben dem Großkronmarschall für die Innenpolitik verantwortlich. Er war dessen Stellvertreter und durfte nur bei dessen Abwesenheit selbständig tätig werden. Die Verteilung der Aufgaben zwischen beiden oblag dem Großkronmarschall nach seinem Ermessen. 

## Nachweise
- Góralski, Zbigniew: Urzędy Staropolskie (polnisch)